# Keeripatti
Keeripatti é uma panchayat (vila) no distrito de Salem, no estado indiano de Tamil Nadu.

## Demografia
Segundo o censo de 2001, Keeripatti  tinha uma população de 9,164 habitantes. Os indivíduos do sexo masculino constituíam 51% da população e os do sexo feminino 49%. Keeripatti tinha uma taxa de literacia de 64%, superior à média nacional de 59.5%: a literacia no sexo masculino é de 72% e no sexo feminino é de 55%. Nesse ano, 11% da população estava abaixo dos 6 anos de idade.
Segundo o censo de 2011, a população de Keepiratti aumentou para 10,208 habitantes, com média de 1.08% hab/ano desde o ultimo senso, em 2001.